# Моріс Фіцджеральд, 6-й герцог Лейнстер

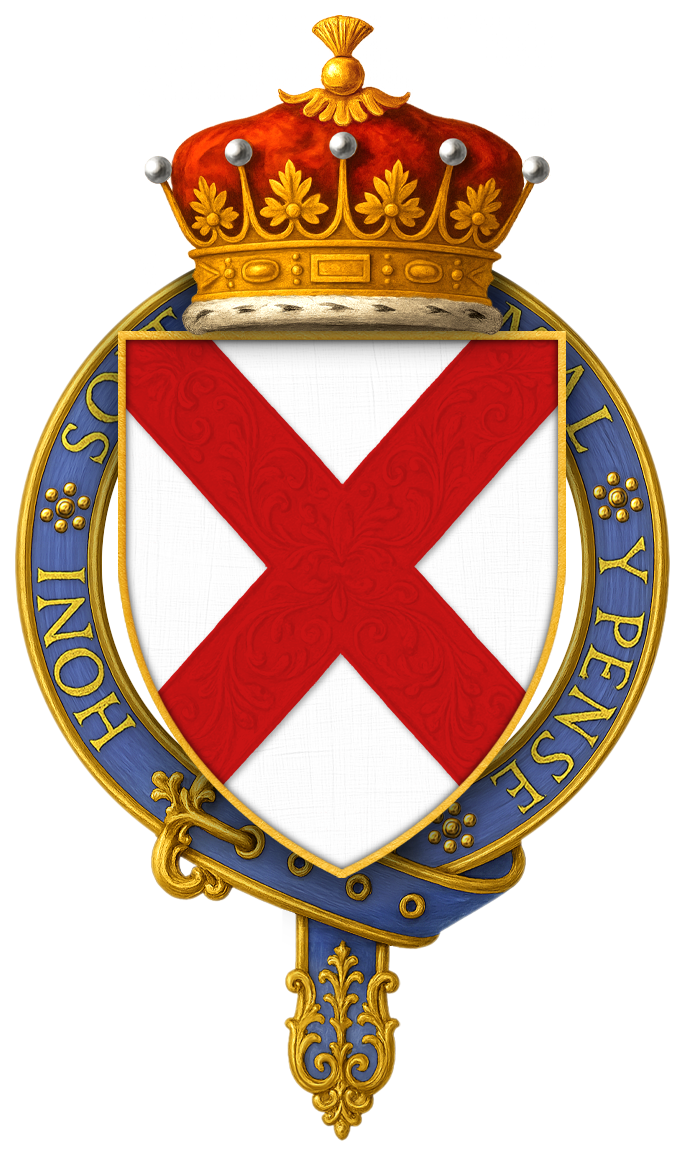
Герб герцогів Лейнстер.

Моріс ФітцДжеральд (1 березня 1887 – 4 лютого 1922) – VI герцог Лейнстер, ірландський аристократ. Старший син V герцога Лейнстер та його дружини – леді Герміони Вільгельміни Данкомб – дочки І графа Февершем.

## Життєпис
Моріс ФітцДжеральд народовся в замку Кілкі – родинному замку Фіцджеральдів. Успадкував всі титули та маєтки свого батька після його смерті від тифу в 1893 році у віці 42 років. Його мати померла від туберкульозу в 1895 році, у віці 30 років. 

### Родина
Сестра – народилась у 1885 році, померла 5 лютого 1886 року.
Брат – лорд Десмонд ФітцДжеральд (1888 – 1916)
Брат – Едвард ФітцДжеральд – VII герцог Лейнстер (1892 – 1976) – його біологічним батьком був XI граф Вемісс. 

### Втрата володінь
У часи неповноліття Моріса ФітцДжеральда всі великі маєтки його сім'ї в графстві Кілдер були продані в листопаді 1903 року його опікунами. Купили їх 506 орендарів завдяки діяльності Земельної комісії. Деякі з цих земель мали спадкових орендарів ще до норманського вторгнення в Ірландію в 1171 році. 45 000 акрів землі були продані за £ 766 000 - величезна сума на той час, але це повинно було покрити борги, що становили більше £ 272 000, які виникли ще за життя IV герцога Лейнстер. 

### Душевна хвороба і смерть
VI герцог Лейнстер, як писала тодішня преса, мало був відомий серед аристократів Великої Британії та Лондона, зокрема. Писали, що це пов’язано зі способом його життя, він мовляв цурається світу і спілкування і любить самотність і здоровий спосіб життя. Насправді, молодий герцог був в той час пацієнтом лікарні «Крайг Хаус Госпітал» (англ. - Craig House Hospital) - психіатричного закладу в Единбурзі, Мідлотіан, Шотландія. Там він жив у своїй власній віллі, на якій був присутній дворецький, з 1907 року до своєї смерті в 1922 році. 